# Euroclear

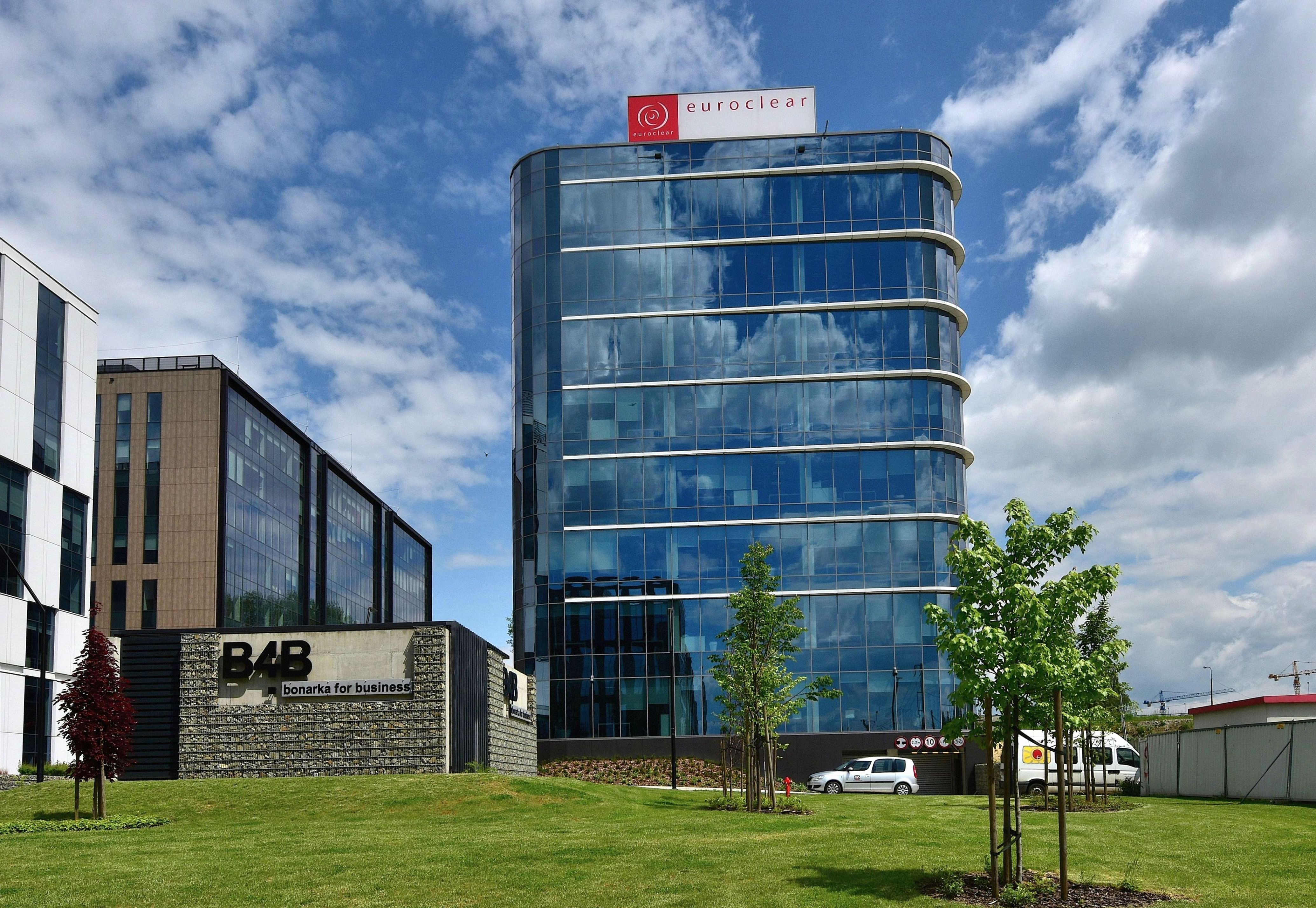
Siedziba Euroclear Bank w centrum biurowym Bonarka for Business w Krakowie

Euroclear – międzynarodowa instytucja finansowa z siedzibą w Brukseli specjalizująca w obsłudze transakcji na rynkach kapitałowych.  
Podmioty z grupy Euroclear działają głównie w dziedzinie świadczenia usług potransakcyjnych, dotyczących papierów wartościowych jako instytucje pośredniczące i organizujące działanie rynku oraz jako bank depozytariusz i międzynarodowy lub krajowe centralne depozyty papierów wartościowych.
Euroclear rozlicza transakcje lokalnymi i międzynarodowymi papierami wartościowymi obejmującymi akcje, obligacje, derywaty i jednostki funduszy inwestycyjnych. 
Jako światowy lider w dziedzinie świadczenia usług potransakcyjnych Euroclear świadczy usługi dla instytucji finansowych w ponad 90 krajach świata. Roczny obrót grupy wynosi ponad 500 bilionów euro.  
Euroclear zdefiniowało swoją główną misję jako „Post-trade made easy” (w wolnym tłumaczeniu: „Aby uczynić rozliczenia potransakcyjne prostszymi”).

## Działalność
Głównym polem działalności Euroclear jest obsługa potransakcyjna rynku papierów wartościowych. 
Euroclear Bank jest wiodącym międzynarodowym centralnym depotem papierów wartościowych zapewniającym różnorodne usługi związane z rozliczaniem transgranicznych transakcji krajowych i międzynarodowych akcji, obligacji, derywatów i jednostek funduszy inwestycyjnych z ponad 40 rynków. Dodatkowo bank zapewnia obsługę aktywów – od emisji po usługi w zakresie powiernictwa oraz usługi związane z dystrybucją, kupnem, sprzedażą i rozliczeniami funduszy. 
Na terenie Belgii, Francji, Holandii, Irlandii i Wielkiej Brytanii oraz Szwecji i Finlandii spółki Euroclear pełnią role krajowych centralnych depozytów papierów wartościowych świadcząc usługi związane z rozliczeniami, zarządzaniem i nadzorem na danych rynkach. Platforma rozliczeniowa ESES (The Euroclear Settlement of Euronext-zone Securities ) jest jedyną na świecie platformą rozliczeniową stosowaną w trzech krajach – Belgii, Francji i Holandii, gdzie obowiązują takie same zasady i koszty transgranicznych transakcji są porównywalne do kosztów krajowych. Euroclear jest również właścicielem EMXCo czołowej brytyjskiej firmy rozliczającej fundusze inwestycyjne
Działalność grupy Euroclear charakteryzuje się znaczną awersją do ryzyka. Euroclear Bank jest systematycznie wysoko oceniany w branży finansowej otrzymując rating AA+ od Fitch Ratings i AA od S&P Global Ratings. 

## Klienci
Euroclear obsługuje klientów z ponad 90 krajów świata, głównie banki (centralne, komercyjne i inwestycyjne), firmy maklerskie, instytucje nadzoru finansowego i inne instytucje profesjonalnie zajmujące się emisją papierów wartościowych, ich obrotem lub posiadające szeroką gamę papierów wartościowych. Posiadanie kont przez klientów indywidualnych w krajach gdzie Euroclear działa jako centralny depozyt papierów wartościowych (Belgia, Finlandia, Francja, Irlandia, Holandia, Szwecja, Wielka Brytania) zależy od rozwiązań przyjętych na każdym z rynków krajowych.

## Historia
Początkowo handel papierami wartościowymi opierał się na fizycznej wymianie gotówki i certyfikatów. By zwiększyć szybkość i zmniejszyć ryzyko transakcji, początkowo na rodzącym się wtedy rynku euroobligacji, powstał Euroclear System. Od swojego powstania w grudniu 1968 r. do 2000 r. Euroclear System działał w obrębie belgijskiego oddziału Morgan Guaranty Trust Company z Nowego Jorku (część J.P. Morgan & Co.). W 2000 r. w Brukseli został założony Euroclear Bank SA/NV, który jako osobna instytucja przejął od Morgan Guaranty Trust Company zadania związane z Euroclear System. Kolejnym kamieniem milowym było powołanie w 2005 r. do życia nowej belgijskiej spółki Euroclear SA/NV, która jako jednostka dominująca skupiła kontrole nad Euroclear Bankiem i poszczególnymi krajowymi spółkami Euroclear. 
W międzyczasie firma Euroclear poszerzała zakres swojej działalności. Od grudnia 2000 r., po decyzji irlandzkiego rządu i Banku Centralnego Irlandii, Euroclear jest odpowiedzialna za rozliczenia irlandzkich obligacji rządowych. Współpraca z Euronext zaowocowała nabyciem w 2001 r. przez Euroclear 100% udziałów w Sicovam (francuski CDPW), w 2002 r. 100% udziałów w Necigef (holenderski CDPW), w 2007 100% udziałów w Caisse Interprofessionnelle de Dépôts et de Virements de Titres (CIK; belgijski CDPW), które zostały przemianowane na Euroclear France, Euroclear Netherlands i Euroclear Belgium. Ewenementem na skalę światową jest to, że obsługa transakcyjna w tych trzech krajach od 2009 r. odbywa się w ramach jednej platformy. W 2002 r. Euroclear przejął CRESTCo (brytyjski i irlandzki CDPW), który od tej pory działa jako Euroclear UK & Ireland. W 2007 r. Euroclear nabywa EMXCo. W 2008 r. przejęte zostały fiński CDPW (Suomen Arvopaperikeskus Oy) i szwedzki CDPW (VPC AB) działające od tego czasu jako Euroclear Finland i Euroclear Sweden. Euroclear jest również właścicielem 20% udziałów w LCH.Clearnet – angielsko-francuskiej spółki odpowiedzialnej za rozliczenia m.in. Euronext i na Londyńskiej Giełdzie Papierów Wartościowych. Od 2013 r. Euroclear odpowiada za obsługę potransakcyjną rosyjskich obligacji rządowych.

## Zarządzanie i struktura
Pośrednią lub bezpośrednią kontrolę nad wszystkimi firmami z grupy Euroclear posiada zarejestrowana w Anglii spółka holdingowa Euroclear plc. Bezpośrednio od niej jest zależna belgijska spółka Euroclear SA/NV. Obie spółki dzielą między siebie odpowiedzialność za całą grupę Euroclear. Obie spółki są kontrolowane przez przedstawicieli firm, które korzystają z usług Euroclear. 
Euroclear SA/NV jest właścicielem (spółką dominującą) wszystkich międzynarodowych i krajowych spółek Euroclear, a także technologii i usług dostarczanych do każdego z centralnych depozytów papierów wartościowych Euroclear. Oprócz centrali w Brukseli Euroclear SA/NV ma trzy oddziały: w Londynie, Paryżu i Amsterdamie. Euroclear SA/NV sprawuje kontrolę nad spółkami Euroclear pełniącymi rolę krajowych centralnych depozytów papierów wartościowych (Euroclear Belgium, Euroclear France SA, Euroclear Nederland (razem tzw. ESES entities), Euroclear UK & Ireland Limited, Euroclear Sweden AB i Euroclear Finland Oy), a także nad belgijską spółką Euroclear Bank SA/NV. Euroclear Bank posiada oddziały w Hongkongu i w Krakowie, a także biura w Pekinie, Tokio, Singapurze, Nowym Jorku, Dubaju i Frankfurcie. 
W Euroclear stosuje się lean management (tzw. szczupłe zarządzanie), polegające na ciągłym doskonaleniu procesów i eliminacji wszelkich działań niedodających wartości. 
Euroclear SA/NV jako firma belgijska podlega belgijskiemu Urzędowi Nadzoru Giełd i Usług Finansowych (fr. L’Autorité des services et marchés financiers) i Bankowi Narodowemu Belgii (fr. Banque nationale de Belgique). Euroclear plc jest upoważniona do działalności obsługi rynków finansowych przez Urząd Nadzoru Finansowego (ang. Financial Conduct Authority) Wielkiej Brytanii. Każdy z krajowych centralnych depozytów papierów wartościowych Euroclear jest nadzorowany przez odpowiednie instytucje w poszczególnych krajach.

## Euroclear w Polsce
W 2013 r. Euroclear Bank SA/NV zdecydował otworzyć swój oddział w Polsce. Został on zlokalizowany w kompleksie biurowym Bonarka for Business w Krakowie i pod koniec 2017 r. ma liczyć ok. 500 pracowników. Oddział będzie największą placówką firmy poza centralą w Belgii. Pracownicy będą się zajmować przede wszystkim rozliczaniem międzynarodowych operacji finansowych, w podobnym zakresie co pracownicy w Brukseli.